# MPEG-4
MPEG-4 je kolekce patentovaných metod definujících kompresi a uložení zvukových a obrazových dat. Představena světu byla v roce 1998 a představovala skupinu standardů pro kódování audia, videa a na to navazujících technologií formálně vydaný ISO/IEC Moving Picture Experts Group jako standard ISO/IEC 14496. Využití MPEG-4 zahrnuje kompresi AV dat pro web (Streaming), uložení dat na CD a DVD, hlasovou a video komunikaci a digitální televizní vysílání.
MPEG-4 využívá mnoho z existujících standardů MPEG-1, MPEG-2 a dalších. Dále přidává nové vlastnosti jako například možnost práce s trojrozměrnými objekty pomocí VRML, objektově orientované kompositní (obsahující audio, video a VRML objekty) soubory, podpora pro DRM specifikované třetí stranou a různými druhy interaktivity.
Mnoho vlastností standardu MPEG-4 je definováno jako volitelné, tj. je necháno na vývojářích softwaru, zda je implementují či nikoliv. To znamená, že zde může existovat velké množství neúplných implementací standardu MPEG-4. Za účelem vyřešení tohoto problému je zaveden koncept „profilů“ a „úrovní“, určujících specifické skupiny částí standardu, které by měla aplikace implementovat, aby byly dobře použitelné pro nějaký konkrétní účel.
MPEG-4 je standard, který se stále ještě vyvíjí, zvláště některé jeho části. Společnosti propagující kompatibilitu zařízení využívajících MPEG-4 často velmi nejasně specifikují k jaké „úrovni“ standardu se odkazují. Klíčové části, ke kterým je nejvíce upínána pozornost, jsou MPEG-4 part 2 (zahrnujíce rozšířený profil samplování využívaný kodeky jako například DivX, Xvid, Nero Digital, 3ivx a QuickTime 6) a MPEG-4 part 10 (specifikace AVC/H.264 používaného kodérem x264, Nero Digital AVC, QuickTime 7, a high-definition video médii jako například Blu-ray disk).

## Nejdůležitější části
MPEG-4 obsahuje mimo jiné následující části:
Část 2 - VideoObsahuje kompresní videoformát MPEG-4 Visual, který používají např. kodeky DivX a Xvid.
Část 3 - AudioObsahuje rozšíření kompresního audioformátu Advanced Audio Coding (AAC), původně specifikované v MPEG-2.
Část 10 - Advanced Video Coding (AVC)Definuje kompresní videoformát, známý také jako H.264.
Část 14 - MP4 File FormatDefinuje kontejnerový formát pro multimediální soubory.